# Stor-Ruoutek
Stor-Ruoutek är en sjö i Gällivare kommun i Lappland och ingår i Luleälvens huvudavrinningsområde.